# Mkhondo Local Municipality
Mkhondo (englisch Mkhondo Local Municipality) ist eine Lokalgemeinde im Distrikt Gert Sibande der südafrikanischen Provinz Mpumalanga. Der Verwaltungssitz befindet sich in Piet Retief. Bürgermeister ist Vusi Motha.
Die Gemeinde ist nach dem Mkhondo River benannt, der durch die Gemeinde fließt.

## Städte und Orte
- Amsterdam
- KwaThandeka
- Ngema Tribal Trust
- Piet Retief (eMkhondo)
- Saul Mkhizeville

## Bevölkerung
Von den 171.982 Einwohnern im Jahr 2011 auf einer Fläche von 4882 Quadratkilometern waren 94,7 % schwarz und 3,7 % weiß. Erstsprache war zu 88,2 % isiZulu, zu 3,5 % Afrikaans, zu 2,4 % Englisch, zu 1,8 % Siswati und zu 1,0 % isiNdebele.